# 阿拉斯代爾·麥克唐納

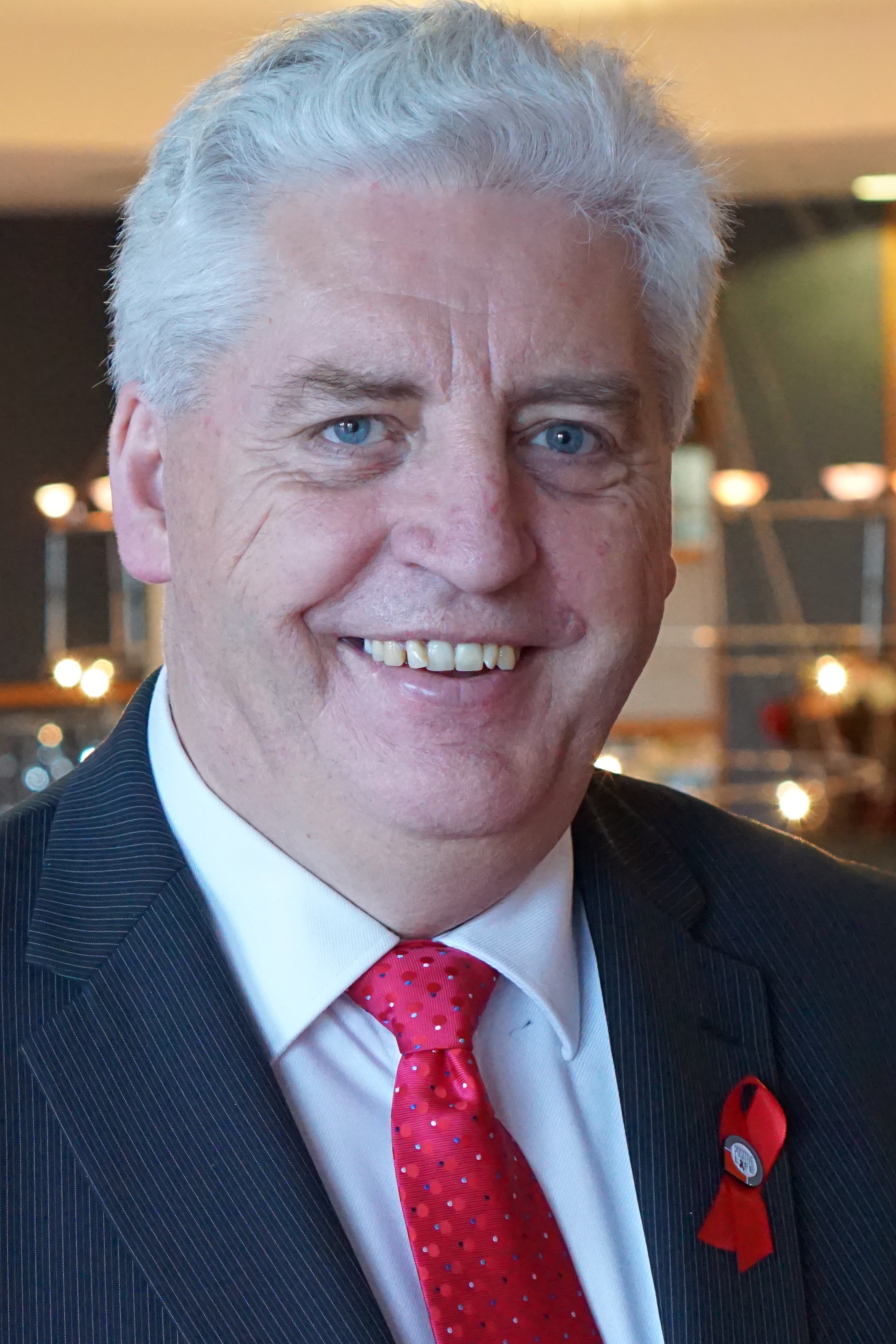

阿拉斯代爾·麥克唐納（Alasdair McDonnell，1949年9月1日—）是北愛爾蘭的一位政治人物，他是社會民主工黨的黨員。自2005年至2017年，他是南貝爾法斯特選舉區選出的英國下議院議員。在1998年至2015年，他曾是北愛爾蘭議會的議員。在2011年至2015年，他擔任社會民主工黨的黨首。